# Liste der Kulturdenkmale in Freiberg-Ost
In der Liste der Kulturdenkmale in Freiberg-Ost sind die Kulturdenkmale des Freiberger Stadtteils Freiberg-Ost verzeichnet, die bis September 2024 vom Landesamt für Denkmalpflege Sachsen erfasst wurden (ohne archäologische Kulturdenkmale). Die Anmerkungen sind zu beachten.
Diese Aufzählung ist eine Teilmenge der Liste der Kulturdenkmale in Freiberg.

## Freiberg-Ost
| Bild                                    | Bezeichnung | Lage                                                           | Datierung | Beschreibung | ID       |
| --------------------------------------- | --- | -------------------------------------------------------------- | --- | --- | -------- |
| Direkt Bild zu diesem Denkmal hochladen | Halde | (Flurstücke 2693/3, 2698/3) (Karte)                            | 16.–18. Jahrhundert | Bergbaugeschichtliches Zeugnis, regionalgeschichtliche Bedeutung, seit 2019 zugehörig zur Pufferzone des UNESCO-Welterbes Montanregion Erzgebirge/Krušnohoří | 08991543 |
|                                         | Eisenbahnwohnhaus mit Schuppen | Am Ostbahnhof 1, 3 (Karte)                                     | 1889 | Typisches Beamtenwohnhaus vom Ende des 19. Jahrhunderts mit Klinkerfassade und wenigen Gestaltungselementen, bau- und verkehrsgeschichtlich bedeutend | 09201012 |
| Direkt Bild zu diesem Denkmal hochladen | Mietshaus in geschlossener Bebauung | Breithauptstraße 2 (Karte)                                     | Um 1910 | Beispiel für Wohnhausarchitektur nach 1900 mit versachlichten Fassadenelementen des geometrischen Jugendstils, bau- und stadtentwicklungsgeschichtlich bedeutend | 09200256 |
| Direkt Bild zu diesem Denkmal hochladen | Mietshaus in geschlossener Bebauung | Breithauptstraße 3 (Karte)                                     | Um 1900 | Klassischer historistischer Wohnbau seiner Zeit, baugeschichtlich bedeutend | 09306749 |
|                                         | Sgraffito | Breithauptstraße 4 (Karte)                                     | Um 1955 | Darstellung einer Bergarbeiterfamilie, charakteristische Wandgestaltung aus der DDR-Zeit, eine der letzten in Freiberg, von kunsthistorischem und sozialgeschichtlichem Wert | 09200255 |
|                                         | Mietshaus in geschlossener Bebauung | Breithauptstraße 13 (Karte)                                    | Um 1925 | Putzbau mit Reformstilelementen der Zeit um 1910, bau- und stadtentwicklungsgeschichtlich bedeutend | 09200253 |
| Direkt Bild zu diesem Denkmal hochladen | Wohnhaus in offener Bebauung | Conradsdorfer Weg 4 (Karte)                                    | Um 1840 | Charakteristisches ländliches Gebäude mit Verbretterung und Satteldach, möglicherweise Fachwerk im Obergeschoss, bau- und stadtentwicklungsgeschichtlich bedeutend | 09201006 |
| Weitere Bilder                          | Donatsfriedhof (Sachgesamtheit) | Donatsring (Karte)                                             | 1430 (Ersterwähnung, Alter Donatsfriedhof); 1838 (Neuer Donathsfriedhof) | Sachgesamtheit Donatsfriedhof mit folgenden Einzeldenkmalen: Alter Donatsfriedhof (Torhaus, zwei Grufthäuser, 15 Grabanlagen, 185 Grabmale, vier Gedenksteine, neun Kriegerdenkmale für die Gefallenen des Ersten Weltkrieges und Einfriedung sowie Kirchhofsgestaltung), Neuer Donatsfriedhof (Krematorium bzw. Feierhalle, 41 Grabanlagen und 24 Grabmale) sowie Friedhofsgestaltung (siehe 09201487); orts- und personengeschichtlich bedeutend sowie von baugeschichtlichem oder künstlerischem Wert, seit 2019 zugehörig zur Kernzone des UNESCO-Welterbes Montanregion Erzgebirge/Krušnohoří | 09302561 |
| Weitere Bilder                          | Alter Donatsfriedhof (Torhaus, zwei Grufthäuser, 15 Grabanlagen, 185 Grabmale, vier Gedenksteine, neun Kriegerdenkmale für die Gefallenen des Ersten Weltkrieges und Einfriedung sowie Kirchhofsgestaltung), Neuer Donatsfriedhof (Krematorium bzw. Feierhalle, 41 Grabanlagen und 24 Grabmale) sowie Friedhofsgestaltung (Einzeldenkmale der Sachgesamtheit 09302561) | Donatsring (Karte)                                             | 1655/1670 (Einfriedung); um 1680 (südliches Grufthaus, Familie Herberger/Gerlach); um 1780 (nördliches Grufthaus, Familie Wahl/Klemm); 1839 (Kirchhofstorhaus); 1927–1928 (Krematorium bzw. Feierhalle) | Einzeldenkmale der Sachgesamtheit Donatsfriedhof; orts- und personengeschichtlich bedeutend sowie von baugeschichtlichem oder künstlerischem Wert, seit 2019 zugehörig zur Kernzone des UNESCO-Welterbes Montanregion Erzgebirge/Krušnohoří | 09201487 |
| Weitere Bilder                          | Jakobikirche | Dresdner Straße 1 (Karte)                                      | 1890/1892 (Kirche); 1555 (Taufe); Mitte 16. Jahrhundert (Kanzel); 1718 (Orgel und Orgelprospekt) | Dreischiffige Hallenkirche über kreuzförmigem Grundriss mit Chorpolygon und Westturm, dazu wertvolle Ausstattung zum Großteil aus der 1889–1890 abgerissenen alten Jakobikirche; markanter neogotischer Bau, Westturm städtebaulich wirkungsvoll, bemerkenswertes Beispiel der Kirchenbaukunst des ausgehenden 19. Jahrhunderts, Übernahme der Ausstattung vom Vorgängerbau, große denkmalpflegerische Leistung, Kirche baugeschichtlich, künstlerisch, kunsthistorisch und städtebaulich bedeutend, seit 2019 zugehörig zur Pufferzone des UNESCO-Welterbes Montanregion Erzgebirge/Krušnohoří | 09200237 |
|                                         | Pfarrhaus St. Jacobi | Dresdner Straße 3 (Karte)                                      | Um 1895 | Zweigeschossiger Bau mit übergiebelten Risaliten zur Straße, neogotische Gestaltung in Anlehnung an Kirche, Fassade mit hohem gestalterischen Anspruch, weitestgehend original, baugeschichtlich und künstlerisch bedeutend, bildet zudem mit Kirche unverwechselbares städtebauliches Ensemble, seit 2019 zugehörig zur Pufferzone des UNESCO-Welterbes Montanregion Erzgebirge/Krušnohoří | 09200238 |
|                                         | Villa mit Einfriedung | Dresdner Straße 11 (Karte)                                     | Um 1925 | Schlichter, aber ausgewogen gestalteter Villenbau der zwanziger Jahre mit expressionistischen Schmuckelementen, bau- und stadtentwicklungsgeschichtlich bedeutend, seit 2019 zugehörig zur Pufferzone des UNESCO-Welterbes Montanregion Erzgebirge/Krušnohoří | 09201008 |
|                                         | Mietshaus in halboffener Bebauung | Dresdner Straße 20 (Karte)                                     | Um 1900 | Markanter historisierender Bau der Wende vom 19. zum 20. Jahrhundert, ausgewogene Fassadengestaltung, besondere Betonung des ersten Obergeschosses durch reiche Fenstereinfassungen, bau- und stadtentwicklungsgeschichtlich bedeutend | 09200234 |
|                                         | Mietshaus in geschlossener Bebauung | Dresdner Straße 22 (Karte)                                     | Nach 1900 | Fassade mit Jugendstilelementen, Betonung der beiden Obergeschosse durche Lisenengliederung, bau- und stadtentwicklungsgeschichtlich bedeutend | 09200233 |
|                                         | Mietshaus in Ecklage und geschlossener Bebauung | Dresdner Straße 24 (Karte)                                     | Um 1910 | Markanter Putzbau mit abgeflachter Ecke in Form eines Erkers, mit Eckladen, stadtentwicklungsgeschichtlich bedeutend | 09200257 |
|                                         | Villa mit seitlicher Eingangshalle | Dresdner Straße 28 (Karte)                                     | Um 1927 | Markanter Bau der versachlichten Architektur nach 1900, kleine seitliche Eingangshalle, innen noch originale Ausstattung, klare Gliederung, sparsam und akzentuierend eingesetzter Schmuck, baugeschichtlich, künstlerisch und städtebaulich bedeutend | 09200235 |
| Direkt Bild zu diesem Denkmal hochladen | Halde (Thurmhof untere 12. und 13. Maß, Krieg und Frieden) | Dresdner Straße 38 (Karte)                                     | Ab 16. Jahrhundert | Einziges obertägiges Zeugnis der Grube Thurmhof untere 12. und 13. Maß, diese mitunter auch als Grube Krieg und Frieden bezeichnet, eine von etlichen vor allem im 16. Jahrhundert auf dem Erzgang Thurmhof Stehenden bauenden Gruben, siehe u. a. Thurmhof Richtschacht (Turmhofschacht 1, 2), bergbaugeschichtlich von Bedeutung, als Teil eines Haldenzuges zudem ortsbildprägend | 09200236 |
|                                         | Villa mit östlichem Anbau | Frauensteiner Straße 5 (Karte)                                 | 1868 | Spätklassizistischer Bau mit gestalterisch qualitätvoller und ausgewogen gegliederter Fassade, dabei Akzentsetzung durch kleine Balkone und ädikulaartige, antikisierende Fenstereinfassungen im Obergeschoss, baugeschichtlich und künstlerisch bedeutend, zudem als Entwurf von Carl Friedrich Göpfert, Gründer eines bekannten Bauunternehmens von Freiberg, personengeschichtlich von Belang | 09200159 |
|                                         | Mietshaus in Ecklage und offener Bebauung | Frauensteiner Straße 12a (Karte)                               | Nach 1900 | Markanter Bau der Zeit um 1900 mit Motiven des Historismus und des Jugendstil, bau- und stadtentwicklungsgeschichtlich bedeutend | 09200171 |
|                                         | Teil eines Doppelmietshauses in offener Bebauung, mit Einfriedung | Frauensteiner Straße 16 (Karte)                                | Ende 19. Jahrhundert | Markanter historisierender Bau mit reicher Fassadengestaltung, dabei die Mitte hervorgehoben, weitestgehend ursprünglich, bau- und stadtentwicklungsgeschichtlich bedeutend, wohl auch künstlerisch von Belang | 09200170 |
|                                         | Doppelwohnhaus in offener Bebauung | Frauensteiner Straße 36, 38 (Karte)                            | Bezeichnet mit 1923 | Markanter Kleinwohnungsbau der 1920er Jahre mit Bohlenlamellendach, letztere seltene Dachkonstruktion erlebte nach dem Ersten Weltkrieg als sogenanntes Zollingerdach Renaissance, bau- und stadtentwicklungsgeschichtlich bedeutend | 09200165 |
|                                         | Verwaltungsgebäude mit Anbau und frei stehender Garage (ehemalige Porzellanfabrik Hermsdorf-Kahla, Porzelline, heute Landratsamt) | Frauensteiner Straße 43 (Karte)                                | 1922 | Vierflügelanlage mit Innenhof, die Straßenseite des wuchtigen Baukörpers flankiert von seitlichen Turmbauten, besondere Wirkung der Fassaden durch Blendgliederungen, ehemaliges Versuchsfeld und Prüffeld, bau- und ortsgeschichtlich sowie künstlerisch bedeutend (siehe auch Frauensteiner Straße 49a, 49b) | 09200162 |
| Weitere Bilder                          | Fabrikantenvilla (ehemalige Porzellanfabrik Hermsdorf-Kahla, Porzelline) | Frauensteiner Straße 45 (Karte)                                | Um 1914 | Für den Direktor der Porzellanfabrik errichtet, markanter Bau aus dem Anfang des 20. Jahrhunderts, versachlicht mit neoklassizistischen und neobarocken Elementen, bau- und ortsgeschichtlich sowie künstlerisch bedeutend (siehe auch Frauensteiner Straße 49a, 49b) | 09200161 |
|                                         | Ehemaliges Beamtenwohnhaus in offener Bebauung (ehemalige Porzellanfabrik Hermsdorf-Kahla, Porzelline) | Frauensteiner Straße 47 (Karte)                                | Um 1910 | Gebäude mit Wohnungen für leitende Angestellte der Porzellanfabrik, gestalterisch markanter Bau aus dem Anfang des 20. Jahrhunderts, bau- und sozialgeschichtlich bedeutend (siehe auch Frauensteiner Straße 49a, 49b) | 09200163 |
|                                         | Ehemaliges Beamtenwohnhaus in offener Bebauung (ehemalige Porzellanfabrik Hermsdorf-Kahla, Porzelline) | Frauensteiner Straße 49 (Karte)                                | Um 1910 | Gebäude mit Wohnungen für leitende Angestellte der Porzellanfabrik, gestalterisch markanter Bau aus dem Anfang des 20. Jahrhunderts, bau-, orts- und sozialgeschichtlich bedeutend (siehe Frauensteiner Straße 49a, 49b) | 09200062 |
|                                         | Fabrikkomplex über L-förmigem Grundriss mit hofseitigem Anbau für Tunnelofen (ehemalige Porzellanfabrik Hermsdorf-Kahla, Porzelline) | Frauensteiner Straße 49a, 49b, 51 (Karte)                      | 1905–1906 | Anlage mit interessanter Backsteinarchitektur, charakteristisch für Industriebauten um 1900, zum Knappenweg markanter Eckturm, dazugehörig ein Verwaltungsgebäude (siehe Nr. 43), die Villa für den Direktor (siehe Nr. 45) und zwei Wohngebäude für leitende Angestellte (siehe Nr. 47 und 49), Komplex bau- und industriegeschichtlich sowie städtebaulich bedeutend | 09200164 |
|                                         | Drei Wohnhäuser eine Wohnanlage (Porzellanarbeitersiedlung) | Frauensteiner Straße 54, 56, 58 (Karte)                        | 1921–1927 | Bestandteil einer Häuserzeile aus zwei- bis dreigeschossigen Bauten mit Walmdächern, verbunden durch niedrige Zwischenbauten, alternierend zwei- und eingeschossig, bau-, orts-, industrie- und sozialgeschichtlich bedeutend (siehe auch Bertholdsweg 57–80) | 09200160 |
|                                         | Zwei Verwaltungsgebäude eines ehemaligen Schlachthofs | Frauensteiner Straße 55, 57 (Karte)                            | Bezeichnet mit 1893–1894 | Repräsentativ mit markanter Klinkerfassade, Bauten eines ursprünglich umfangreicheren Areals, als Teil des historischen Schlachthofes der Stadt ortsgeschichtlich und stadtentwicklungsgeschichtlich bedeutend, darüber hinaus von baugeschichtlichem Wert (Zeugniswert für Architektur städtischer Versorgungsbauten um 1900) | 09200810 |
|                                         | Mietshaus in halboffener Bebauung | Frauensteiner Straße 60 (Karte)                                | Um 1905 | Anspruchsvoll gestalteter Wohnbau aus dem Anfang des 20. Jahrhunderts mit geometrischer Jugendstilornamentik, auch die Fenster von belebender Wirkung, weitestgehend ursprünglich erhalten, bau- und stadtentwicklungsgeschichtlich bedeutend | 09200153 |
|                                         | Mietshaus in geschlossener Bebauung | Frauensteiner Straße 62 (Karte)                                | Um 1905 | Anspruchsvoll gestalteter Wohnbau, Anfang 20. Jahrhundert, weitestgehend ursprünglich erhalten, bau- und stadtentwicklungsgeschichtlich bedeutend | 09200154 |
|                                         | Mietshaus in halboffener Bebauung | Frauensteiner Straße 66 (Karte)                                | Um 1905 | Anspruchsvoll gestalteter Wohnbau aus dem Anfang des 20. Jahrhunderts, Fassade mit Reformstilelementen der Zeit um 1910, baugeschichtlich und stadtentwicklungsgeschichtlich bedeutend | 09200155 |
|                                         | Mietshaus in offener Bebauung | Frauensteiner Straße 72 (Karte)                                | Um 1900 | Historismusbau mit Klinker-Putzfassade, bau- und stadtentwicklungsgeschichtlich bedeutend | 09200156 |
| Direkt Bild zu diesem Denkmal hochladen | Halde (Alter Kunstschacht in St. Martin) | Fuchsmühlenweg (Karte)                                         | 16.–18. Jahrhundert | Bergbaugeschichtlich bedeutend, seit 2019 zugehörig zur Pufferzone des UNESCO-Welterbes Montanregion Erzgebirge/Krušnohoří | 08992424 |
| Direkt Bild zu diesem Denkmal hochladen | Zwei Halden (Neuglück Schacht, Schacht in Neuglück Fundgrube) | Fuchsmühlenweg (Karte)                                         | 16.–18. Jahrhundert | Bergbaugeschichtlich und landschaftsgestalterisch bedeutend, seit 2019 zugehörig zur Pufferzone des UNESCO-Welterbes Montanregion Erzgebirge/Krušnohoří | 08992427 |
|                                         | Eisenbahnbrücke | Fuchsmühlenweg (Karte)                                         | 1959–1961 | Frühe schiefwinkelige Spannbetonbrücke der DDR der Bahnstrecke Freiberg–Halsbrücke (6615; sä. FH), als Anschlussbahn zum Deutschen Brennstoffinstitut errichtet, verkehrs- und technikgeschichtlich bedeutend | 09200283 |
| Direkt Bild zu diesem Denkmal hochladen | Haldenzug aus sieben Halden (Melke Ziege Schacht, Friedlicher Vertrag Schacht, Melke Kuh, Melke Ziege untere Maßen) | Fuchsmühlenweg (Karte)                                         | 16.–18. Jahrhundert | bergbau- und ortsgeschichtlich bedeutend sowie landschaftsgestalterisch besonders bemerkenswert, Gruppe trotz geringer Ausdehnung und Größe im Einzelnen eine der Charakteristischsten in der Umgebung von Freiberg, in die Landschaft malerisch eingebettet, seit 2019 zugehörig zur Kernzone und Pufferzone des UNESCO-Welterbes Montanregion Erzgebirge/Krušnohoří | 08992429 |
| Direkt Bild zu diesem Denkmal hochladen | Halde (St. Donatz, Schwarzer Bär Schacht) | Fuchsmühlenweg (Karte)                                         | 16.–18. Jahrhundert | Charakteristische Kegelhalde mit Bewuchs, noch sehr gut erhalten, gehört zu einem bergbaulich intensiv genutzten Bereich, wird deutlich an weiteren Halden in der Umgebung von St. Donatz, bergbaugeschichtlich und landschaftsgestaltend bedeutend, seit 2019 zugehörig zur Kernzone und Pufferzone des UNESCO-Welterbes Montanregion Erzgebirge/Krušnohoří | 08992422 |
| Direkt Bild zu diesem Denkmal hochladen | Halde (Donatschacht) | Fuchsmühlenweg (Karte)                                         | 16.–18. Jahrhundert | Große und markante Halde mit charakteristischem Bewuchs, bergbaugeschichtlich und landschaftsgestaltend von Belang | 08992423 |
| Direkt Bild zu diesem Denkmal hochladen | Halde (E. Z. Erzengel) | Fuchsmühlenweg (Karte)                                         | 16.–18. Jahrhundert | Bergbaugeschichtlich bedeutend, seit 2019 zugehörig zur Pufferzone des UNESCO-Welterbes Montanregion Erzgebirge/Krušnohoří | 08992426 |
| Direkt Bild zu diesem Denkmal hochladen | Haldenzug aus drei Halden (Elende Seelen Neuschacht, Elende Seelen Fundschacht, Elende Seelen Schacht, Tagesschacht auf dem Seligen Trost) | Fuchsmühlenweg (Karte)                                         | 16.–18. Jahrhundert | Bergbau- und ortsgeschichtlich bedeutend, seit 2019 zugehörig zur Pufferzone des UNESCO-Welterbes Montanregion Erzgebirge/Krušnohoří | 08992428 |
| Weitere Bilder                          | Alte Elisabeth (Sachgesamtheit) | Fuchsmühlenweg 3 (Karte)                                       | 19. Jahrhundert | Sachgesamtheit Alte Elisabeth mit folgenden Einzeldenkmalen: Kesselhaus, Maschinenhaus und Treibehaus bzw. Schachtgebäude, Betstube, Scheidebank, Bergschmiede, Schutzgebäude für Schwarzenberg-Gebläse (1936) der bergbaulichen Anlage, dazu bemerkenswerte Ausstattung, zum Teil als Stücke der Schauanlage (wie einzigartige Schwarzenberg-Gebläse von 1829–1831 und Balancierdampfmaschine von 1848, als einzige im sächsischen Erzgebirge erhalten), außerdem große Halde des Kunst- und Treibeschachtes sowie kleinere Halde des Tagesschachtes, des Weiteren untertägige Kunstradstube sowie Abbaue, Strecken und Schächte (siehe 09200766); einzigartiges und unvergleichliches bergmännisches Zeugnis von singulärer industrie- und sozialgeschichtlicher Bedeutung, zudem von baugeschichtlichem, landschaftsgestaltendem und technikgeschichtlichem Wert | 09304858 |
| Weitere Bilder                          | Kesselhaus, Maschinenhaus und Treibehaus bzw. Schachtgebäude, Betstube, Scheidebank, Bergschmiede, Schutzgebäude für Schwarzenberg-Gebläse (1936) der bergbaulichen Anlage, dazu bemerkenswerte Ausstattung, zum Teil als Stücke der Schauanlage (wie einzigartige Schwarzenberg-Gebläse von 1829-1831 und Balancierdampfmaschine von 1848, als einzige im sächsischen Erzgebirge erhalten), außerdem große Halde des Kunst- und Treibeschachtes sowie kleinere Halde des Tagesschachtes, des Weiteren untertägige Kunstradstube sowie Abbaue, Strecken und Schächte (Einzeldenkmale der Sachgesamtheit 09304858) | Fuchsmühlenweg 3 (Karte)                                       | Ab 16. Jahrhundert (Schacht); 1810, untertägige Kunstradstube (Kunstrad); 1848/1849 (Schachtgebäude); um 1850 (Bergschmiede); bis 1864 (Scheidebank)                                                    | Einzeldenkmale der Sachgesamtheit Alte Elisabeth; einzigartiges und unvergleichliches bergmännisches Zeugnis von singulärer industriegeschichtlicher und sozialgeschichtlicher Bedeutung, zudem von baugeschichtlichem, landschaftsgestaltendem und technikgeschichtlichem Wert, seit 2019 zugehörig zur Kernzone und Pufferzone des UNESCO-Welterbes Montanregion Erzgebirge/Krušnohoří | 09200766 |
| Weitere Bilder                          | Altes Schachtgebäude mit Fördergerüst sowie untertägige Anlagen (Abbaue, Strecken, Schächte und Rest einer Wassersäulenmaschine), Zwischenbau, Maschinenhaus und Neues Schachtgebäude, dazu Steigerhaus und Bergschmiede, des Weiteren Scheidebank, Erzrolle, sogenanntes Rammlerhaus, außerdem Institutsgebäude der Bergakademie, dazu große Halde des Richtschachtes (auf der sämtliche Baulichkeiten stehen) und acht weitere Halden (von Nord nach Süd St. Erasmus, Erasmus, zweimal Pferdestallschacht, Alte Reiche Zeche, Reiche Zeche obere 6. Maß (auch St. Michaelis oder Schöffauer Schacht), Hoffnungschacht und Wilhelm Stehender) auf dem Hauptstollngang Stehenden als Haldenzug (Einzeldenkmale der Sachgesamtheit 09304857) | Fuchsmühlenweg 9 (Karte)                                       | Ab 1384 (Bergbauanlage); um 1890 (Bergschmiede, Schachtgebäude, Kessel- und Maschinenhaus); 1953 (Förderturm)                                                                                           | Einzeldenkmale der Sachgesamtheit Reiche Zeche; Hauptschacht der Bergakademie-Lehrgrube mit Gebäuden einer ab 1886 errichteten Dampfförderungsanlage, Grubenanlage mit der größten landschaftlichen Sichtwirkung, eine der wichtigsten Dominanten an der nördlichen Peripherie von Freiberg (Wahrzeichen des Freiberger Bergbaus), wohl die anschaulichste bergbauliche Anlage der Stadt, baugeschichtlich, bergbaugeschichtlich, ortsgeschichtlich und wissenschaftlich bedeutend, die Halde des Richtschachtes und der genannte Haldenzug landschaftsgestaltend von Belang, seit 2019 zugehörig zur Kernzone und Pufferzone des UNESCO-Welterbes Montanregion Erzgebirge/Krušnohoří | 09200986 |
|                                         | Gasthaus „Zum Hemmschuh“ und Halde | Hammerberg 2 (Karte)                                           | Bezeichnet mit 1801 | Markanter Fachwerkbau mit Krüppelwalmdach, ursprünglich bergbauliche Nutzung des Anwesens, bau-, bergbau- und ortsgeschichtlich bedeutend | 08992431 |
| Weitere Bilder                          | Sowjetischer Ehrenfriedhof (Sachgesamtheit) | Himmelfahrtsgasse (Karte)                                      | 1946 | Sachgesamtheit Sowjetischer Ehrenfriedhof mit folgenden Einzeldenkmalen: Kriegerdenkmal, Gedenkstein, Grabstätten und Einfriedung (siehe 09302560) sowie Friedhofsgestaltung (Gartendenkmal); Ruhestätte von 114 Soldaten und Offizieren der Roten Armee, die entweder bei den Kämpfen im Raum Freiberg am 6./7. Mai 1945 den Tod fanden oder später an ihren Verwundungen verstarben, geschichtlich (wichtig für Deutung einer Epoche) und künstlerisch bedeutend, seit 2019 zugehörig zur Pufferzone des UNESCO-Welterbes Montanregion Erzgebirge/Krušnohoří | 09200899 |
| Direkt Bild zu diesem Denkmal hochladen | Kriegerdenkmal, Gedenkstein, Grabstätten und Einfriedung (Einzeldenkmale der Sachgesamtheit 09200899) | Himmelfahrtsgasse (Karte)                                      | 1946 | Einzeldenkmale der Sachgesamtheit Sowjetischer Ehrenfriedhof; Ruhestätte von Soldaten und Offizieren der Roten Armee, die entweder bei den Kämpfen im Raum Freiberg am 6./7. Mai 1945 den Tod fanden oder später an ihren Verwundungen verstarben, geschichtlich (wichtig für Deutung einer Epoche) und künstlerisch bedeutend, seit 2019 zugehörig zur Pufferzone des UNESCO-Welterbes Montanregion Erzgebirge/Krušnohoří | 09302560 |
|                                         | Porzellanfabrik mit Hauptgebäude und zweischiffiger Fabrikhalle | Himmelfahrtsgasse 8 (Karte)                                    | 1922 | Markantes, weithin sichtbares Industriegebäude im Stil der Neuen Sachlichkeit mit vertikal gegliederter Fassade und dominierendem Treppenturm, errichtet von einem der bekanntesten in Freiberg tätigen Architekten aus der ersten Hälfte des 20. Jahrhunderts, Werner Retzlaff, bau-, industrie- und ortsgeschichtlich bedeutend, als Ort einer frühen Haftstätte (Konzentrationslager) der NS-Zeit auch zeitgeschichtlich von Bedeutung | 09201067 |
|                                         | Huthaus mit Halde (Grube Segen Gottes) | Himmelfahrtsgasse 11 (Karte)                                   | Um 1700 | Das kleine Gebäude eingeschossig und mit Satteldach, Beispiel für den Normaltyp eines Huthauses im 17. bis Anfang 19. Jahrhundert, bergbau- und ortsgeschichtlich bedeutend | 09201016 |
|                                         | Gasthaus Zum Bergglöckchen | Himmelfahrtsgasse 13 (Karte)                                   | Um 1905 | Traditioneller Freiberger Gasthofbau mit gestalterisch hervorgehobenem Eingang, ortsgeschichtlich von Wert | 09201068 |
| Weitere Bilder                          | Davidschacht (Sachgesamtheit) | Himmelfahrtsgasse 30, 31, 32, 47 (Unteres Muldental 3) (Karte) | 1937–1942 | Sachgesamtheit Davidschacht mit folgenden Einzeldenkmalen: Aufbereitung einschließlich Schrägaufzug, Kaue, Maschinen- und Kesselhaus, Wohnhaus mit Remise sowie Sandhalde, Spülhalde und aufgemauerte Haupthalde (Grobbergehalde, Grobbergedamm und Spülhalde, siehe 08992433, gleiche Anschrift), zwei Produktionsgebäude, früher Davider Erzwäsche (siehe 09200984, Unteres Muldental 3), Erztransportanlage mit Damm und Brücke sowie oberem Erzbahntunnelmundloch und unterem Erzbahntunnelmundloch (siehe 09200987, Unteres Muldental), dazu einige nicht näher bezeichnete Gebäude auf der Haupthalde/Grobbergehalde als Sachgesamtheitsteile; erinnert an die letzte Wiederaufnahme des Bergbaus in den 1930er Jahren, bergbaugeschichtlich bedeutend, seit 2019 zugehörig zur Pufferzone des UNESCO-Welterbes Montanregion Erzgebirge/Krušnohoří | 09304659 |
| Weitere Bilder                          | Aufbereitung einschließlich Schrägaufzug, Kaue, Maschinen- und Kesselhaus, Wohnhaus mit Remise sowie Sandhalde, Spülhalde und aufgemauerte Haupthalde (Grobbergehalde, Grobbergedamm und Spülhalde), Einzeldenkmale der Sachgesamtheit 09304659 | Himmelfahrtsgasse 30, 31, 32, 47 (Karte)                       | 1937–1942 | Einzeldenkmale der Sachgesamtheit Davidschacht; erinnert an die letzte Wiederaufnahme des Bergbaus in den 1930er Jahren, bergbaugeschichtlich bedeutend, seit 2019 zugehörig zur Pufferzone des UNESCO-Welterbes Montanregion Erzgebirge/Krušnohoří | 08992433 |
| Weitere Bilder                          | Postmeilensäule | Hornstraße (Karte)                                             | Vor 2022 (Kopie), Original bezeichnet mit 1723 | Kursächsische Postmeilensäule (Sachgesamtheit); Kopie einer Distanzsäule, verkehrsgeschichtlich und ortsgeschichtlich von Bedeutung, seit 2019 zugehörig zur Pufferzone des UNESCO-Welterbes Montanregion Erzgebirge/Krušnohoří | 09200395 |
|                                         | Hornbrunnen (Einzeldenkmal der Sachgesamtheit 09200740) | Hornstraße (Karte)                                             | 1857 | Einzeldenkmal der Sachgesamtheit Promenadenring; ortsgeschichtlich und personengeschichtlich von Bedeutung; nach Restaurierung ohne Brunnen-Anbau | 09306956 |
| Weitere Bilder                          | Wohn- und Geschäftshaus in Ecklage und geschlossener Bebauung | Hornstraße 1 (Karte)                                           | Bezeichnet mit 1896 | Markanter gründerzeitlicher Bau mit aufwändiger Fassadengestaltung, figuralem Schmuck und in Teilen originalem Ladeneinbau, baugeschichtlich, künstlerisch und stadtentwicklungsgeschichtlich bedeutend, zudem an dieser Stelle von ortsbildprägender Bedeutung, seit 2019 zugehörig zur Kernzone des UNESCO-Welterbes Montanregion Erzgebirge/Krušnohoří | 09200623 |
|                                         | Wohnhaus in geschlossener Bebauung in Ecklage | Hornstraße 7 (Karte)                                           | 1854 | Repräsentativer historisierender Bau, baugeschichtlich bedeutend, baukünstlerisch qualitätvoll (künstlerischer Wert), innerhalb eines markanten Abschnitts der Ringbebauung zudem städtebaulich von Belang, seit 2019 zugehörig zur Kernzone des UNESCO-Welterbes Montanregion Erzgebirge/Krušnohoří | 09200724 |
|                                         | Mietshaus in geschlossener Bebauung und Ecklage | Hornstraße 9 (Karte)                                           | 1890–1891 | Stadtbildprägendes, repräsentatives Gebäude mit aufwändiger Fassadengestaltung und turmartigem Aufbau an der Ecke, eines der markantesten Beispiele gründerzeitlicher bzw. historisierender Architektur im ausgehenden 19. Jahrhundert in Freiberg, baugeschichtlich, künstlerisch und stadtentwicklungsgeschichtlich bedeutend, seit 2019 zugehörig zur Kernzone des UNESCO-Welterbes Montanregion Erzgebirge/Krušnohoří | 09200434 |
|                                         | Mietshaus mit Laden in geschlossener Bebauung | Hornstraße 10 (Karte)                                          | Um 1900 | Spätgründerzeitlicher Bau mit zeittypischer Fassadengestaltung, zudem Teil des Freiberger Ringes, bau- und stadtentwicklungsgeschichtlich bedeutend | 09200227 |
|                                         | Mietshaus in geschlossener Bebauung | Hornstraße 10a (Karte)                                         | Um 1900 | Spätgründerzeitlicher Bau mit zeittypischer Fassadengestaltung, Akzentuierung durch Erker und aufwändiges Eingangsportal, zudem Teil des Freiberger Ringes, bau- und stadtentwicklungsgeschichtlich bedeutend | 09200228 |
|                                         | Mietshaus in offener Bebauung | Hornstraße 10b (Karte)                                         | Um 1900 | Spätgründerzeitlicher Bau mit zeittypischer Fassadengestaltung, zudem Teil des Freiberger Ringes, bau- und stadtentwicklungsgeschichtlich bedeutend, | 09200229 |
|                                         | Mietshaus in geschlossener Bebauung; | Hornstraße 11 (Karte)                                          | 1891 | repräsentatives Gebäude, als einer der aufwändigsten Historismusbauten Freibergs von architekturhistorischem und baukünstlerischem Wert, innerhalb eines markanten Abschnitts der Ringbebauung zudem städtebaulich bedeutend (wichtig für Ortsbild), seit 2019 zugehörig zur Kernzone des UNESCO-Welterbes Montanregion Erzgebirge/Krušnohoří | 09200586 |
|                                         | Mietshaus in geschlossener Bebauung | Hornstraße 13 (Karte)                                          | 1888 | Repräsentatives Gebäude, bauliches Zeugnis des Historismus von baugeschichtlichem und stadtentwicklungsgeschichtlichem Wert, innerhalb eines markanten Abschnittes der Ringbebauung zudem städtebaulich bedeutend (wichtig für Ortsbild), seit 2019 zugehörig zur Kernzone des UNESCO-Welterbes Montanregion Erzgebirge/Krušnohoří | 09200587 |
|                                         | Wohnhaus in halboffener Bebauung | Hornstraße 14 (Karte)                                          | 1874–1876 | Gestalterisch anspruchsvoller Bau der ersten Stadtentwicklungsphase Freibergs mit ausgewogen gegliederter Fassade und akzentuierendem Bauschmuck, bau- und stadtentwicklungsgeschichtlich bedeutend, wohl auch baukünstlerisch von Belang | 09200230 |
|                                         | Mietshaus in geschlossener Bebauung | Hornstraße 15 (Karte)                                          | 1880 | Mit zurückhaltender aber anspruchsvoller Fassadengestaltung, stadtentwicklungsgeschichtlich wertvoll, innerhalb eines markanten Abschnitts der Ringbebauung zudem städtebaulich bedeutend (wichtig für Ortsbild), seit 2019 zugehörig zur Kernzone des UNESCO-Welterbes Montanregion Erzgebirge/Krušnohoří | 09200588 |
|                                         | Mietshaus in geschlossener Bebauung | Hornstraße 17 (Karte)                                          | 1867 und 1908 | Klar gegliederter Bau des 19. Jahrhunderts, der 1908 überformt wurde, mit gestalterisch hervorgehobener, unverwechselbarer Balkongruppe, bemerkenswert die elegant geschwungenen Balkongitter und das Giebeldreieck über der Dachtraufe, wichtig als architektonisches Zeugnis (baugeschichtliche und stadtentwicklungsgeschichtliche Bedeutung), innerhalb eines markanten Abschnitts der Ringbebauung zudem städtebaulich wertvoll (wichtig für Ortsbild), seit 2019 zugehörig zur Kernzone des UNESCO-Welterbes Montanregion Erzgebirge/Krušnohoří | 09200589 |
|                                         | Wohnhaus in offener Bebauung (Maucksches Gut) | Hornstraße 20 (Karte)                                          | Bezeichnet mit 1743 | Hauptgebäude des Gutshofes zweigeschossig, mit Satteldach, an Straßenseite zwei Eingänge mit Segmentbogenabschluss und Scheitelstein (bezeichnet), baugeschichtlich bedeutend, zudem als ehemaliges vorstädtisches Gut stadtentwicklungsgeschichtlich von Belang | 09200231 |
|                                         | Mietshaus in geschlossener Bebauung | Hornstraße 21 (Karte)                                          | Um 1860 | Gestalterisch hervorgehobener Historismusbau mit Putznutung im Erdgeschoss, mittiger Lisenengliederung, Balkon, Akanthusfries usw., baugeschichtlich und stadtentwicklungsgeschichtlich bedeutend, innerhalb eines markanten Abschnitts der Ringbebauung zudem von städtebaulichem Wert (wertvoll für Ortsbild), seit 2019 zugehörig zur Kernzone des UNESCO-Welterbes Montanregion Erzgebirge/Krušnohoří | 09200590 |
|                                         | Wohnhaus in halboffener Bebauung | Hornstraße 22 (Karte)                                          | Vor 1871 | Gründerzeitliche Fassade, stadtentwicklungsgeschichtlich bedeutend | 09200222 |
|                                         | Mietshaus in geschlossener Bebauung | Hornstraße 27 (Karte)                                          | Um 1860 | Repräsentativer, spätklassizistisch gestalteter Bau, als gestalterisch qualitätvolles Bauwerk des 3. Viertels des 19. Jahrhunderts, baugeschichtlich, künstlerisch und stadtentwicklungsgeschichtlich bedeutend, innerhalb eines markanten Abschnittes der Ringbebauung zudem von städtebaulichem Wert (wichtig für Ortsbild), seit 2019 zugehörig zur Kernzone des UNESCO-Welterbes Montanregion Erzgebirge/Krušnohoří | 09200591 |
|                                         | Mietshaus in geschlossener Bebauung | Hornstraße 29 (Karte)                                          | 1862 | Charakteristisches, in seiner heutigen Gestalt von 1907 stammendes Gebäude mit Jugendstilfassade, die auch historisierende Elemente zeigt, als Bauwerk des Übergangsstils zwischen Historismus und Jugendstil baugeschichtlich und stadtentwicklungsgeschichtlich bedeutend, innerhalb eines markanten Abschnittes der Ringbebauung zudem von städtebaulichem Wert (wichtig für Ortsbild), seit 2019 zugehörig zur Kernzone des UNESCO-Welterbes Montanregion Erzgebirge/Krušnohoří | 09200592 |
|                                         | Wohnhaus in halboffener Bebauung | Hornstraße 30 (Karte)                                          | Vor 1871 | Mit Laden, stadtentwicklungsgeschichtlich bedeutend | 09200223 |
|                                         | Wohnhaus in geschlossener Bebauung | Hornstraße 31 (Karte)                                          | Um 1860 | Stadtentwicklungsgeschichtlich bedeutend, innerhalb eines markanten Abschnitts der Ringbebauung zudem städtebaulich wertvoll (wichtig für Ortsbild), seit 2019 zugehörig zur Kernzone des UNESCO-Welterbes Montanregion Erzgebirge/Krušnohoří | 09200593 |
|                                         | Wohnhaus in geschlossener Bebauung | Hornstraße 33 (Karte)                                          | Letztes Viertel 19. Jahrhundert | Stadtbaugeschichtlich bedeutend, zudem Teil eines städtebaulich unverwechselbaren Ensembles, seit 2019 zugehörig zur Kernzone des UNESCO-Welterbes Montanregion Erzgebirge/Krušnohoří | 09200798 |
|                                         | Wohnhaus in halboffener Bebauung | Hornstraße 35 (Karte)                                          | Letztes Viertel 19. Jahrhundert | Stadtentwicklungsgeschichtlich bedeutend, zudem Teil eines städtebaulich unverwechselbaren Ensembles, seit 2019 zugehörig zur Kernzone des UNESCO-Welterbes Montanregion Erzgebirge/Krušnohoří | 09200795 |
| Direkt Bild zu diesem Denkmal hochladen | Gebäude zur Kupferextraktion (Muldenhütten) | Hüttenstraße (Karte)                                           | Um 1850 | Bestandteil der historischen Hüttenanlage, seit 2019 zugehörig zur Pufferzone des UNESCO-Welterbes Montanregion Erzgebirge/Krušnohoří | 08991567 |
| Direkt Bild zu diesem Denkmal hochladen | Graben- und Röschensystem der Grube Morgenstern | Hüttenstraße (Pulvermühlenweg) (Karte)                         | 1827/1839 | Bergbaulich-wassertechnische Anlage mit wechselnden Kunstgräben und Röschen sowie mehreren Mundlöchern, bedeutsames bergbauliches Zeugnis | 09200630 |
| Direkt Bild zu diesem Denkmal hochladen | Halde (Kirschbaumer Fundschacht) | Hüttenstraße (Karte)                                           | 16. Jahrhundert | Charakteristische Kegelhalde, letzter Überrest einer ursprünglichen Reihe von Halden (Haldenzug) auf dem Kirschbaum Stehenden genannten Erzgang, vor allem bergbaugeschichtlich und ortsgeschichtlich bedeutend | 08992438 |
|                                         | Bergbauliches Ensemble mit Kunstgraben (Morgensterner Kunstgraben), Haldengruppe und einzelnen Halden | Hüttenstraße (Karte)                                           | 1546/1624 | Bergbaugeschichtlich und ortsgeschichtlich bedeutend, seit 2019 zugehörig zur Pufferzone des UNESCO-Welterbes Montanregion Erzgebirge/Krušnohoří | 08992439 |
| Direkt Bild zu diesem Denkmal hochladen | Silberbrennhaus und Nebengebäude (Muldenhütten) | Hüttenstraße (Karte)                                           | Um 1700 | Bestandteil der historischen Hüttenanlage, bergbaugeschichtlich und ortsgeschichtlich von Bedeutung, seit 2019 zugehörig zur Pufferzone des UNESCO-Welterbes Montanregion Erzgebirge/Krušnohoří | 08991568 |
| Direkt Bild zu diesem Denkmal hochladen | Maschinenhaus mit Zylindergebläse und Turbine (Muldenhütten) | Hüttenstraße (Karte)                                           | 1828 (Gebläse); um 1930 (Kessel- und Maschinenhaus) | Technikgeschichtliche Bedeutung, seit 2019 zugehörig zur Pufferzone des UNESCO-Welterbes Montanregion Erzgebirge/Krušnohoří | 08991566 |
| Direkt Bild zu diesem Denkmal hochladen | Drei Halden, zum Teil mit Stützmauern (Muldenhütten) | Hüttenstraße (Karte)                                           | 18. /19. Jahrhundert | Zeugnis des Bergbaus, bergbaugeschichtlich und ortsgeschichtlich von Bedeutung, seit 2019 zugehörig zur Pufferzone des UNESCO-Welterbes Montanregion Erzgebirge/Krušnohoří | 08991565 |
| Direkt Bild zu diesem Denkmal hochladen | Huthaus II. und Pferdestall (Muldenhütten) | Hüttenstraße (Karte)                                           | Um 1830 | Schlichte Putzbauten, denkmalwürdig als wichtiges Zeugnis innerhalb der Gesamtanlage, bergbaugeschichtlich und ortsgeschichtlich von Bedeutung | 08991564 |
| Direkt Bild zu diesem Denkmal hochladen | Westliche Flammofenhütte (Muldenhütten) | Hüttenstraße (Karte)                                           | Um 1830 | Putzbau mit akzentuierender Lisenengliederung, Gesamtanlage, seit 2019 zugehörig zur Pufferzone des UNESCO-Welterbes Montanregion Erzgebirge/Krušnohoří | 08991563 |
| Direkt Bild zu diesem Denkmal hochladen | Schmiede (Muldenhütten) | Hüttenstraße (Karte)                                           | Um 1850 | Trotz baulicher Veränderungen denkmalwürdig als wichtiger Bestandteil der historischen Gesamtanlage, bergbaugeschichtlich und ortsgeschichtlich von Bedeutung, seit 2019 zugehörig zur Pufferzone des UNESCO-Welterbes Montanregion Erzgebirge/Krušnohoří | 08991562 |
| Direkt Bild zu diesem Denkmal hochladen | Verwaltungsgebäude I (Muldenhütten) | Hüttenstraße (Karte)                                           | Um 1840 | Breitgelagerter, zeittypischer Putzbau mit betonter Mittelachse, wichtiger Bestandteil der Gesamtanlage, bergbaugeschichtlich und ortsgeschichtlich von Bedeutung, seit 2019 zugehörig zur Pufferzone des UNESCO-Welterbes Montanregion Erzgebirge/Krušnohoří | 08991561 |
| Direkt Bild zu diesem Denkmal hochladen | Verwaltungsgebäude II (Muldenhütten) | Hüttenstraße (Karte)                                           | Um 1840 | Putzbau mit sparsamer Gliederung, Bestandteil der industriellen Gesamtanlage, seit 2019 zugehörig zur Pufferzone des UNESCO-Welterbes Montanregion Erzgebirge/Krušnohoří | 08991560 |
|                                         | Huthaus I. (Muldenhütten) | Hüttenstraße (Karte)                                           | 1655 | Zeugnis der Geschichte des Bergbaus im Erzgebirge, seit 2019 zugehörig zur Kernzone des UNESCO-Welterbes Montanregion Erzgebirge/Krušnohoří | 08991559 |
|                                         | Raffinierhütte und Schornstein (Muldenhütten) | Hüttenstraße (Karte)                                           | Um 1830 | Zeugnis des historischen Hüttenwesens im Erzgebirge, seit 2019 zugehörig zur Kernzone des UNESCO-Welterbes Montanregion Erzgebirge/Krušnohoří | 08991558 |
| Direkt Bild zu diesem Denkmal hochladen | Pattinsonhütte mit zwei Schornsteinen und Zinkentsilberung mit zwei Schornsteinen (Muldenhütten) | Hüttenstraße (Karte)                                           | Um 1855 | Industriegeschichtliches Zeugnis, seit 2019 zugehörig zur Kernzone und Pufferzone des UNESCO-Welterbes Montanregion Erzgebirge/Krušnohoří | 08991557 |
|                                         | Schachtofenhütte mit Turmanbau und Vorplatz mit Granuliergruben und Hängebahn (links und rechts) | Hüttenstraße (Karte)                                           | Um 1850 | Zeugnis der Geschichte des Hüttenwesens im Erzgebirge, bergbaugeschichtlich und ortsgeschichtlich von Bedeutung, seit 2019 zugehörig zur Kernzone des UNESCO-Welterbes Montanregion Erzgebirge/Krušnohoří | 08991556 |
| Direkt Bild zu diesem Denkmal hochladen | Gichtvorplatz mit Einschienenhängebahn und Reste des Rauchgaskanals (Muldenhütten) | Hüttenstraße (Karte)                                           | 1922/1924 | Industriegeschichtliches Zeugnis, seit 2019 zugehörig zur Kernzone des UNESCO-Welterbes Montanregion Erzgebirge/Krušnohoří | 08991555 |
|                                         | Wassertonnenaufzug und Schlackenmauer (Muldenhütten) | Hüttenstraße (Karte)                                           | Um 1850 (Wassertonnenaufzug); um 1900 (Schlackenmauer) | Bestandteil der Hüttenanlage, industriegeschichtliche Bedeutung, bergbaugeschichtlich und ortsgeschichtlich von Bedeutung, seit 2019 zugehörig zur Kernzone des UNESCO-Welterbes Montanregion Erzgebirge/Krušnohoří | 08991554 |
| Weitere Bilder                          | Münze (Muldenhütten) | Hüttenstraße (Karte)                                           | 1887 | Putzbau mit zeittypischer Gliederung und betontem Mittelrisalit, ortshistorische Bedeutung, baugeschichtlich, bergbaugeschichtlich und ortsgeschichtlich von Bedeutung, seit 2019 zugehörig zur Kernzone des UNESCO-Welterbes Montanregion Erzgebirge/Krušnohoří | 08991553 |
|                                         | Brücke | Hüttenstraße (Karte)                                           | Bezeichnet mit 1866 | Natursteinbogenbrücke über die Freiberger Mulde, verkehrsgeschichtliche Bedeutung, seit 2019 zugehörig zur Kernzone des UNESCO-Welterbes Montanregion Erzgebirge/Krušnohoří | 08991552 |
|                                         | Mietshaus in geschlossener Bebauung | Jungestraße 12 (Karte)                                         | Um 1900 | Gründerzeitbau mit markanter Historismusfassade, Klinker-Werkstein-Gestaltung, charakteristisch für Entstehungszeit, bau- und stadtentwicklungsgeschichtlich bedeutend | 09200247 |
|                                         | Mietshaus in geschlossener Bebauung | Jungestraße 14 (Karte)                                         | Um 1900 | Ursprünglich erhaltener Gründerzeitbau mit historisierender Klinker-Werkstein-Fassade, bau- und stadtentwicklungsgeschichtlich bedeutend | 09200248 |
|                                         | Himmelfahrter Kunstgraben | Knappenweg (Karte)                                             | 19. Jahrhundert | Langgestreckter, mit Bruchsteinen bewährter Wassergraben, das Mitte der achtziger Jahre noch erhaltene Aquädukt über dem Knappenweg mittlerweile entfernt, bergbaugeschichtlich bemerkenswertes Zeugnis | 09200912 |
| Direkt Bild zu diesem Denkmal hochladen | Ehemaliges Ausflugslokal „Muldenhof“ mit Verbinder und Scheune | Muldenhof (Karte)                                              | Ende 19. Jahrhundert | Bau im Schweizerhausstil, ortsgeschichtlich bedeutend, seit 2019 zugehörig zur Pufferzone des UNESCO-Welterbes Montanregion Erzgebirge/Krušnohoří | 09200988 |
|                                         | Mietshaus in geschlossener Bebauung | Oststraße 8 (Karte)                                            | Um 1900 | Ausgewogen gestalteter Historismusbau, charakteristisches und weitgehend ursprünglich erhaltenes Beispiel der Bebauung in den Stadterweiterungsgebieten etwa seit dem 3. Viertel des 19. Jahrhunderts, stadtentwicklungsgeschichtlich bedeutend | 09200249 |
| Direkt Bild zu diesem Denkmal hochladen | Mietshaus in geschlossener Bebauung | Oststraße 12 (Karte)                                           | Nach 1900 | Etwas aufwändiger gestalteter Historismusbau mit zahlreichem figuralem oder ornamentalem Bauschmuck, ursprünglich erhalten, zudem Beispiel der Bebauung in den Stadterweiterungsgebieten etwa seit dem 3. Viertel des 19. Jahrhunderts, bau- und stadtentwicklungsgeschichtlich bedeutend | 09200250 |
|                                         | Doppelwohnhaus in halboffener Bebauung | Oststraße 16, 18 (Karte)                                       | Um 1952 | Typisches Beispiel des Wiederaufbaus der DDR mit klassizistischer Fassadengliederung, baugeschichtlich bedeutend | 09200251 |
|                                         | Doppelwohnhaus einer Wohnanlage | Peter-Schmohl-Straße 12, 14 (Karte)                            | Nach 1950 | Teil einer kleinen Wohnanlage der 1950er Jahre, bestehend aus drei Gebäuden, diese mit Gestaltung im Sinne der nationalen Bautradition, traditionelle Geschossbauten mit Lochfassaden und Satteldächern, belebt von klassizistischen Schmuckelementen, bau- und stadtentwicklungsgeschichtlich bedeutend (siehe auch Peter-Schmohl-Straße 18/20 und 24/26) | 09200241 |
|                                         | Doppelwohnhaus einer Wohnanlage | Peter-Schmohl-Straße 18, 20 (Karte)                            | Nach 1950 | Teil einer kleinen Wohnanlage der 1950er Jahre, bestehend aus drei Gebäuden, diese mit Gestaltung im Sinne der nationalen Bautradition, traditionelle Geschossbauten mit Lochfassaden und Satteldächern, belebt von klassizistischen Schmuckelementen, bau- und stadtentwicklungsgeschichtlich bedeutend (siehe auch Peter-Schmohl-Straße 12/14 und 24/26) | 09200240 |
|                                         | Doppelwohnhaus einer Wohnanlage | Peter-Schmohl-Straße 24, 26 (Karte)                            | Nach 1950 | Teil einer kleinen Wohnanlage der 1950er Jahre, bestehend aus drei Gebäuden, diese mit Gestaltung im Sinne der nationalen Bautradition, traditionelle Geschossbauten mit Lochfassaden und Satteldächern, belebt von klassizistischen Schmuckelementen, bau- und stadtentwicklungsgeschichtlich bedeutend (siehe auch Peter-Schmohl-Straße 12/14 und 18/20) | 09200239 |
| Direkt Bild zu diesem Denkmal hochladen | Halde (Harterschacht und St. Barbara Schacht) | Schachtweg (Karte)                                             | 16.–18. Jahrhundert | Relativ große Kegelhalde, bergbaugeschichtlich bedeutend | 08992511 |
| Weitere Bilder                          | Schule und drei Internatsgebäude (Julius-Weisbach-Schule, Technisches Gymnasium) | Schachtweg 2 (Karte)                                           | 1953–1954 | Anlage aus repräsentativ gestaltetem Schulgebäude einschließlich Saalanbau und drei rückwärtigen Internatsgebäuden, gestalterisch bemerkenswerte Baugruppe der fünfziger Jahre des 20. Jahrhunderts, bau- und ortsgeschichtlich von Bedeutung | 09201044 |
| Weitere Bilder                          | Abrahamschacht (Sachgesamtheit) | Schachtweg 9, 10, 11, 13, 14, 15, 16 (Karte)                   | Um 1790 | Sachgesamtheit Abrahamschacht mit folgenden Einzeldenkmalen: Hauptschacht der Himmelfahrt-Fundgrube bestehend aus Treibehaus und Haldenbrücke bzw. Brücke für den Erztransport (1839), Bergschmiede (1834, Schachtweg 14), Scheidebank (1842, Schachtweg 16), Verwaltungsgebäude (1846, Schachtweg 13), Huthaus (1843, Schachtweg 11), Mannschaftshaus (um 1790, Schachtweg 10), Setzwäsche (1834, Schachtweg 9), Erzrolle zum Abziehen der Pochgänge in die Wagen der Pferdeeisenbahn, Erzbahntunnel, Halde des Kunst- und Treibschachtes einschließlich Stützmauern, untertägige Anlagen mit Schacht, Kunstrad als Antrieb des Kunstgezeugs und der Fahrkunst sowie Kehrrad als Fördermaschinen (siehe 09301507), dazu Bergzimmerei mit Nebengebäude (Schachtweg 15) und nördlich gelegener Erzteich bzw. Erzwäsche, Flst. 2627/6 (als Sachgesamtheitsteile). Nach 1830 die bedeutendste Grube des Freiberger Reviers, expandierte bis in die 2. Hälfte des 19. Jahrhunderts, gut erhaltenes Beispiel einer Großanlage des Erzbergbaus aus der 1. Hälfte des 19. Jahrhunderts, in seiner Komplexität einzigartig und ausgesprochen anschaulich, Anlage baugeschichtlich, bergbaugeschichtlich, ortsgeschichtlich und stadtentwicklungsgeschichtlich sowie landschaftsgestaltend bedeutend, seit 2019 zugehörig zur Kernzone des UNESCO-Welterbes Montanregion Erzgebirge/Krušnohoří. | 09200966 |
| Weitere Bilder                          | Hauptschacht der Himmelfahrt-Fundgrube bestehend aus Treibhaus und Haldenbrücke bzw. Brücke für den Erztransport, Bergschmiede (Schachtweg 14), Scheidebank (Schachtweg 16), Verwaltungsgebäude (Schachtweg 13), Huthaus (Schachtweg 11), Mannschaftshaus (Schachtweg 10), Setzwäsche (Schachtweg 9), Erzrolle zum Abziehen der Pochgänge in die Wagen der Pferdeeisenbahn, Erzbahntunnel, Halde des Kunst- und Treibschachtes einschließlich Stützmauer, untertägige Anlagen mit Schacht, Kunstrad als Antrieb des Kunstgezeugs und der Fahrkunst sowie Kehrrad als Fördermaschinen (Einzeldenkmale der Sachgesamtheit 09200966) | Schachtweg 9, 10, 11, 13, 14, 16 (Karte)                       | 1834 (Bergschmiede); 1839 (Treibehaus); 1842 (Scheidebank); 1843 (Huthaus); 1846 (Verwaltungsgebäude)                                                                                                   | Einzeldenkmale der Sachgesamtheit Abrahamschacht; Anlage baugeschichtlich, bergbaugeschichtlich, ortsgeschichtlich und stadtentwicklungsgeschichtlich sowie landschaftsgestaltend bedeutend, seit 2019 zugehörig zur Kernzone des UNESCO-Welterbes Montanregion Erzgebirge/Krušnohoří | 09301507 |
|                                         | Wächterhaus der „Gartensparte 6. Maßschacht“ | Scheunenstraße 2a (Karte)                                      | 1907–1909; bezeichnet mit 1909 | Kleiner markanter Bau mit schlichter, versachlichter Fassadengestaltung, Beispiel der Reformarchitektur nach 1900, zur Betreuung der Kleingärtner der so genannten Johannisgärten „Gartensparte 6. Maßschacht“ errichtet, Bau von Stadtbaurat Gustav Rieß, bau- und ortsgeschichtlich bedeutend, seit 2019 zugehörig zur Pufferzone des UNESCO-Welterbes Montanregion Erzgebirge/Krušnohoří | 09205611 |
| Direkt Bild zu diesem Denkmal hochladen | Friedhofsgebäude | Scheunenstraße 22 (Karte)                                      | 1987–1993 | Trotz seiner schlichten Sachlichkeit gestalterisch höchst anspruchsvoller Komplex aus eigentlicher Feierhalle, Urnenübergabe und Nebenräumen, besticht durch Klarheit des Gefüges, Überschaubarkeit und einfache sowie natürliche Werkstoffe, ordnet sich zudem harmonisch in den Landschaftsraum ein, gehört zum Œuvre des regional bedeutenden Architekten Ulf Zimmermann, baukünstlerisch bedeutend, als überzeugendes bauliches Zeugnis der Spätphase der Nachkriegsmoderne in der DDR auch baugeschichtlich von Belang, in seiner Form singulär, seit 2019 zugehörig zur Pufferzone des UNESCO-Welterbes Montanregion Erzgebirge/Krušnohoří | 09306477 |
| Direkt Bild zu diesem Denkmal hochladen | Halde mit teilweise erhaltener Aufmauerung (Grube Methusalem, Kuhschacht Fundgrube) | Schmiedestraße (Karte)                                         | 16.–19. Jahrhundert | Zeugnis einer für Freiberg bedeutsamen Grubenanlage, bergbaugeschichtlich bedeutend | 09200245 |
| Weitere Bilder                          | Thurmhofschacht (Sachgesamtheit) | Turmhofschacht 1, 2 (Karte)                                    | 19. Jahrhundert | Sachgesamtheit Thurmhofschacht mit folgenden Einzeldenkmalen: Stollenmundloch einschließlich Förderstrecke, Schachtgebäude mit kleinem Fördergerüst, daran angebauter, etwas niedrigerer Scheidebank, Maschinenhaus? (Gebäude nördlich vom Schachtgebäude), Bergschmiede, dazu in unmittelbarer Nähe (am Knappenweg) Erzwalzwerk, Pochwerk einschl. Pochrad und Wäschen sowie weiteren Halden in der Umgebung (siehe Einzeldenkmalliste - Obj. 09200911, gleiche Anschrift); Anlage mit zum Teil aufgemauertem Haldenkomplex, neben Reicher Zeche, Alter Elisabeth und Abrahamschacht bemerkenswerteste und noch weitgehend erhaltene bergbauliche Anlage von Freiberg, dabei auch von großer landschaftsgestaltender Bedeutung, Hauptschachtanlage liegt gut einsehbar am östlichen Eingang der Stadt, bergbaugeschichtlich und ortsgeschichtlich bedeutend (siehe auch Am Maßschacht, Dresdner Straße, Hinter der Stockmühle, Thomas-Mann-Straße usw.) | 09304657 |
| Weitere Bilder                          | Stollenmundloch einschließlich Förderstrecke, Schachtgebäude mit kleinem Fördergerüst, daran angebauter, etwas niedrigerer Scheidebank, Maschinenhaus? (Gebäude nördlich vom Schachtgebäude), Bergschmiede, dazu in unmittelbarer Nähe (am Knappenweg) Erzwalzwerk, Pochwerk einschließlich Pochrad und Wäschen sowie weiteren Halden in der Umgebung (Einzeldenkmale der Sachgesamtheit 09304657) | Turmhofschacht 1, 2 (Karte)                                    | 19. Jahrhundert (Bergbauanlage); 1882 (Bergschmiede) | Einzeldenkmale der Sachgesamtheit Thurmhofschacht; Anlage mit zum Teil aufgemauertem Haldenkomplex, neben Reicher Zeche, Alter Elisabeth und Abrahamschacht bemerkenswerteste und noch weitgehend erhaltene bergbauliche Anlage von Freiberg, dabei auch von großer landschaftsgestaltender Bedeutung, Hauptschachtanlage liegt gut einsehbar am östlichen Eingang der Stadt, bergbaugeschichtlich und ortsgeschichtlich bedeutend (siehe auch Am Maßschacht, Dresdner Straße, Hinter der Stockmühle, Thomas-Mann-Straße usw.) | 09200911 |
|                                         | Mietshaus in Ecklage und halboffener Bebauung | Turmhofstraße 1 (Karte)                                        | Um 1900 | Markanter Historismusbau mit Laden und zeittypischer Klinker-Werkstein-Fassade, besondere Akzente durch Fensterbedachungen im ersten Obergeschoss und verschiedene Steinmuster, baugeschichtlich und stadtentwicklungsgeschichtlich bedeutend | 09200148 |
|                                         | Mietshaus in halboffener Bebauung | Turmhofstraße 18 (Karte)                                       | Bezeichnet mit 1900 | Zeittypisch gestalteter Bau mit Klinker-Werkstein-Front und historisierenden Gestaltungselementen, weitere Belebung durch Ziegelmuster, bau- und stadtentwicklungsgeschichtlich bedeutend | 09200149 |
|                                         | Mietshaus in geschlossener Bebauung | Turmhofstraße 20 (Karte)                                       | Um 1900 | Zeittypisch gestalteter Bau mit Klinker-Werkstein-Front und historisierenden Gestaltungselementen, weitere Belebung durch Ziegelmuster, bau- und stadtentwicklungsgeschichtlich bedeutend | 09200150 |
|                                         | Mietshaus in geschlossener Bebauung | Turmhofstraße 22 (Karte)                                       | Um 1900 | Zeittypisch gestalteter Bau mit Klinker-Werkstein-Front und historisierenden Gestaltungselementen, weitere Belebung durch Ziegelmuster, bau- und stadtentwicklungsgeschichtlich bedeutend | 09200151 |
|                                         | Mietshaus in Ecklage und geschlossener Bebauung | Turmhofstraße 24 (Karte)                                       | Um 1900 | Zeittypisch gestalteter Bau mit Klinker-Werkstein-Fronten, bildet dabei als Eckbau mit den benachbarten Gebäuden markantes städtebauliches Ensemble, stadtentwicklungsgeschichtlich bedeutend | 09200152 |
| Weitere Bilder                          | Bergbauliche Anlage mit Haldenzug aus vier Halden sowie Grablege für den Oberberghauptmann Siegmund August Wolfgang von Herder und Park auf Haupthalde (Herders Ruhe/Grube Heilige drei Könige, Schächte auf dem Hangenden unbenannten Stehenden) | Tuttendorfer Weg (Karte)                                       | 16. Jahrhundert, 1646/1660 und 1838–1839 | Bergbau-, bau-, orts- und personengeschichtlich bedeutend, seit 2019 zugehörig zur Pufferzone des UNESCO-Welterbes Montanregion Erzgebirge/Krušnohoří | 09200897 |
| Weitere Bilder                          | Roter Graben (Sachgesamtheit) | Unteres Muldental (Karte)                                      | 1614/1615 | Sachgesamtheit Roter Graben: Kunstgraben einschließlich aller Einleitungs- und Abschlagbauwerke, des begleitenden Grabendamms, aller zugehörigen Graben- und Stützmauern, der Röschen mit ihren Mundlöchern, der überquerenden Brücken und zugehöriger Markscheidesteine im Gemeindegebiet von Freiberg (und Ortsteil Halsbach) und Halsbrücke (Ortsteile Tuttendorf und Halsbrücke), davon gehören zum Teilabschnitt Freiberg die Einzeldenkmale Teilstück des Kunstgrabens mitsamt Grabendamm und einschließlich aller Einleitungen, Abschläge, Graben- und Stützmauern (09200990), Stollnmundloch mit Wappen und Inschrift des Königl. Verträglicher Gesellschaft Stolln (09200706) sowie Stollenmundloch des Turmhof Hilfsstolln mit Inschrift (09200989); bedeutende bergbauwasserwirtschaftliche Anlage des 17. Jahrhunderts zur Versorgung der Kunstgezeuge, Göpel und Aufbereitungsanlagen des Halsbrücker Bergbaus mit Aufschlagwasser, später auch Versorgung der Hütte Halsbrücke und des dortigen Amalgamierwerkes, dabei Teil eines kaskadenartig angelegten Wasserversorgungssystems aus mehreren übereinander angelegten Kunstgräben im Tal der Freiberger Mulde und stark landschaftsbildprägend, aufgrund der Einleitung rot gefärbter Stollnwasser durch ausgeschwemmte Eisenverbindungen ab der Mitte des 17. Jahrhunderts als Roter Graben bezeichnet, trotz verschiedener Sanierungsmaßnahmen bis heute authentisch und über eine weite Strecke wasserführend erhalten, daher von großem Erlebniswert, zusammen mit trockengefallenen Teilabschnitten nicht nur den einstigen Verlauf dokumentierend, sondern auch die Komplexität dieses Wasserversorgungssystems mit etlichen Einleitungs- und Abschlagbauwerken sowie unterschiedlichen Wassernutzungen, bergbauwasserwirtschaftliche Anlage von überregionaler bergbaugeschichtlicher und technikgeschichtlicher Bedeutung, seit 2019 zugehörig zur Kernzone und Pufferzone des UNESCO-Welterbes Montanregion Erzgebirge/Krušnohoří | 09306948 |
|                                         | Erztransportanlage mit Damm und Brücke und oberem Erzbahntunnelmundloch (Einzeldenkmale der Sachgesamtheit 09304659) | Unteres Muldental (Karte)                                      | Bezeichnet mit 1855 | Einzeldenkmale der Sachgesamtheit Davidschacht; bergbaugeschichtlich bedeutend und singulär, seit 2019 zugehörig zur Pufferzone des UNESCO-Welterbes Montanregion Erzgebirge/Krušnohoří | 09200987 |
|                                         | Kunstgraben mitsamt Grabendamm und einschließlich aller Einleitungen, Abschläge, Graben- und Stützmauern (Einzeldenkmale der Sachgesamtheit 09306948) | Unteres Muldental (Karte)                                      | 16. Jahrhundert | Einzeldenkmale der Sachgesamtheit Roter Graben; zählt zu den ältesten bergbaulichen Wasserhaltungsanlagen im Freiberger Bergbaurevier, führt heute Wasser aus den Grubenbauen der ehemaligen Himmelfahrt Fundgrube vom Kgl. Verträgl. Gesellschaft Stolln nach Halsbrücke (siehe auch Gemeinde Halsbrücke, Ortsteile Halsbrücke und Tuttendorf), wobei er noch weitere Wässer aus dem Hauptstollnumbruch aufnimmt, von singulärer bergbaugeschichtlicher Bedeutung, seit 2019 zugehörig zur Kernzone und Pufferzone des UNESCO-Welterbes Montanregion Erzgebirge/Krušnohoří | 09200990 |
| Direkt Bild zu diesem Denkmal hochladen | Stollenmundloch des Turmhof Hilfsstolln mit Inschrift (Einzeldenkmale der Sachgesamtheit 09306948) | Unteres Muldental (Karte)                                      | Um 1820 | Einzeldenkmale der Sachgesamtheit Roter Graben; bergbaugeschichtlich bedeutend, seit 2019 zugehörig zur Pufferzone des UNESCO-Welterbes Montanregion Erzgebirge/Krušnohoří | 09200989 |
| Direkt Bild zu diesem Denkmal hochladen | Zwei Produktionsgebäude und unteres Erzbahntunnelmundloch (Einzeldenkmale der Sachgesamtheit 09304659) | Unteres Muldental 3 (Karte)                                    | Bezeichnet mit 1830 und um 1855 (Produktionsgebäude); 1854–1857 (Mundloch) | Einzeldenkmale der Sachgesamtheit Davidschacht; zwei gegenüber stehende Gebäude auf dem Betriebsgelände des ehemaligen VEB Rohpappen gelegen, ersteres lang gestreckt, mit Krüppelwalmdach, Sandsteingewänden und Segmentbogenportal (bezeichnet mit 1830), zweiteres kürzer, aber mit ähnlicher Kubatur (um 1855), seit der Mitte des 19. Jahrhunderts Teil der Erzwäsche für die im Davidschacht ausgeförderten Erze, bergbaugeschichtlich bedeutend, seit 2019 zugehörig zur Pufferzone des UNESCO-Welterbes Montanregion Erzgebirge/Krušnohoří | 09200984 |
| Direkt Bild zu diesem Denkmal hochladen | Huthaus mit Scheidebank, Stollnmundloch mit Wappen und Inschrift, zwei teilweise mit Stützmauern umfasste Halden (Einzeldenkmale der Sachgesamtheit 09306948) | Unteres Muldental 8 (Karte)                                    | 16. Jahrhundert (Halde); bez. 1801 (Mundloch); um 1825 (Huthaus); 19. Jahrhundert (Halde) | Einzeldenkmale der Sachgesamtheit Roter Graben; am Roten Graben liegendes Ensemble von großer bergbaugeschichtlicher Bedeutung, darunter das repräsentativ gestaltete Mundloch einer wichtigen Stollenanlage des 19. Jahrhunderts im Freiberger Revier (Königl. Verträglicher Gesellschaft Stolln, Himmelfahrt Fundgrube, Zentralrevier), heute Anfangspunkt des Roten Grabens, das markante Huthaus mit verbrettertem Fachwerk, Satteldach und Dachhäuschen auch von baugeschichtlichem Wert (siehe auch Ortsteil Halsbach, Talstraße, Halde), seit 2019 zugehörig zur Kernzone und Pufferzone des UNESCO-Welterbes Montanregion Erzgebirge/Krušnohoří | 09200706 |
|                                         | Huthaus und Halde (Löfflerschacht) | Unterhofstraße (Karte)                                         | Um 1750 | Größeres Huthaus über annähernd L-förmigem Grundriss mit Satteldach, Giebel verbrettert, Anlage bergbau- und ortsgeschichtlich bedeutend | 09201056 |
|                                         | Mietshaus in Ecklage und halboffener Bebauung | Unterhofstraße 4 (Karte)                                       | 1890/1899 | Repräsentativer Bau, Beispiel der Wohnhausarchitektur Ende des 19. Jahrhunderts, bau- und stadtentwicklungsgeschichtlich bedeutend | 09200991 |
| Direkt Bild zu diesem Denkmal hochladen | Mietshaus in geschlossener Bebauung | Unterhofstraße 6 (Karte)                                       | 1890/1899 | Teil einer markanten Zeile mit historisierenden Wohngebäuden im vorstädtischen Bereich, stadtentwicklungsgeschichtlich bedeutend, zudem von Wert für das Ortsbild | 09201052 |
| Direkt Bild zu diesem Denkmal hochladen | Mietshaus in geschlossener Bebauung | Unterhofstraße 8 (Karte)                                       | 1890/1899 | Teil einer markanten Zeile mit historisierenden Wohngebäuden im vorstädtischen Bereich, stadtentwicklungsgeschichtlich bedeutend, zudem von Wert für das Ortsbild | 09201050 |
| Direkt Bild zu diesem Denkmal hochladen | Mietshaus in geschlossener Bebauung | Unterhofstraße 10 (Karte)                                      | 1890/1899 | Teil einer markanten Zeile mit historisierenden Wohngebäuden im vorstädtischen Bereich, stadtentwicklungsgeschichtlich bedeutend, zudem von Wert für das Ortsbild | 09201049 |
|                                         | Mietshaus in geschlossener Bebauung | Unterhofstraße 12 (Karte)                                      | 1890/1899 | Teil einer markanten Zeile mit historisierenden Wohngebäuden im vorstädtischen Bereich, stadtentwicklungsgeschichtlich bedeutend, zudem von Wert für das Ortsbild | 09201051 |
|                                         | Mietshaus in geschlossener Bebauung | Unterhofstraße 14 (Karte)                                      | 1890/1899 | Teil einer markanten Zeile mit historisierenden Wohngebäuden im vorstädtischen Bereich, stadtentwicklungsgeschichtlich bedeutend, zudem von Wert für das Ortsbild | 09201053 |
|                                         | Wohnhaus, Seitengebäude, Scheune, Einfriedungen und Toranlage eines Gehöftes (Richters Gut) | Unterhofstraße 16 (Karte)                                      | 18. Jahrhundert, 1. Hälfte 19. Jahrhundert | Als einer der historischen Hofanlagen (bzw. Güter) im Vorstadtbereich von Freiberg ortsgeschichtlich bedeutend, zudem als Zeugnis ländlicher Bauweise bzw. Volksarchitektur von baugeschichtlichem Wert | 09200993 |
|                                         | Huthaus und Halde (Geharnischter Mann, Geharnischt-Männer-Schacht) | Vor dem Meißner Tor (Karte)                                    | Um 1750 | Typisches Huthaus einer kleinen Grube des 17. und 18. Jahrhunderts, eingeschossiges Gebäude mit Satteldach, Anlage bergbau- und ortsgeschichtlich bedeutend | 09201055 |

## Ehemalige Denkmäler
| Bild                                    | Bezeichnung             | Lage                   | Datierung           | Beschreibung | ID       |
| --------------------------------------- | ----------------------- | ---------------------- | ------------------- | --- | -------- |
| Direkt Bild zu diesem Denkmal hochladen | Halde                   | Fuchsmühlenweg (Karte) | 16.–18. Jahrhundert | Halde; bergbaugeschichtlich bedeutend. Zwischen 2013 und 2022 von der Denkmalliste gestrichen. | 08992425 |
| Direkt Bild zu diesem Denkmal hochladen | Wohn- und Geschäftshaus | Hornstraße 2 (Karte)   |                     | Wohn- und Geschäftshaus in Ecklage und halboffener Bebauung; reicher Gründerzeitbau mit opulenter Historismusfassade, Klinkerverblendung und Sandsteingliederung, Eckturm, Erker usw., diverse Akzentuierungen durch Eingangsgestaltungen, Giebel, Bedachungen, Konsolen, Einfassungen usw., charakteristischer Bau der eklektizistischen Spätphase des Historismus, außerdem eines der aufwändigsten Wohn- und Geschäftshäuser Freibergs, bildet mit gegenüberliegendem Postgebäude eine unverwechselbare städtebauliche Situation, baugeschichtlich, künstlerisch und städtebaulich bedeutend (siehe auch Poststraße 1). Zwischen 2013 und 2022 von der Denkmalliste gestrichen. | 09200224 |
|                                         | Balkon                  | Hornstraße 3 (Karte)   | 1898                | Balkon; barockisierendes Bauteil, 1898 bei Aufstockung des 1850 erbauten Hauses entstanden; baugeschichtlich von Wert. Zwischen 2013 und 2022 von der Denkmalliste gestrichen. | 09200725 |
| Direkt Bild zu diesem Denkmal hochladen | Wohnhaus                | Hornstraße 6 (Karte)   | 1875                | Wohnhaus in halboffener Bebauung; schlichter spätklassizistischer Bau der ersten Stadterweiterungsphase Freibergs mit zurückhaltender, aber sehr nobler axialer Fassadengliederung, Dachaufbauten ebenfalls gleichmäßig, baukünstlerisch anspruchsvoll, bau- und stadtentwicklungsgeschichtlich von Belang. Zwischen 2009 und 2014 abgerissen. | 09200225 |
| Direkt Bild zu diesem Denkmal hochladen | Wohnhaus                | Hornstraße 8 (Karte)   | Um 1875             | Wohnhaus in geschlossener Bebauung; Bau der ersten Stadterweiterungsphase Freibergs, stadtentwicklungsgeschichtlich bedeutend. Zwischen 2009 und 2014 abgerissen. | 09200226 |

## Tabellenlegende
- Bild: Bild des Kulturdenkmals, ggf. zusätzlich mit einem Link zu weiteren Fotos des Kulturdenkmals im Medienarchiv Wikimedia Commons. Wenn man auf das Kamerasymbol klickt, können Fotos zu Kulturdenkmalen aus dieser Liste hochgeladen werden:
- Bezeichnung: Denkmalgeschützte Objekte und ggf. Bauwerksname des Kulturdenkmals
- Lage: Straßenname und Hausnummer oder Flurstücknummer des Kulturdenkmals. Die Grundsortierung der Liste erfolgt nach dieser Adresse. Der Link (Karte) führt zu verschiedenen Kartendiensten mit der Position des Kulturdenkmals. Fehlt dieser Link, wurden die Koordinaten noch nicht eingetragen. Sind diese bekannt, können sie über ein Tool mit einer Kartenansicht einfach nachgetragen werden. In dieser Kartenansicht sind Kulturdenkmale ohne Koordinaten mit einem roten bzw. orangen Marker dargestellt und können durch Verschieben auf die richtige Position in der Karte mit Koordinaten versehen werden. Kulturdenkmale ohne Bild sind an einem blauen bzw. roten Marker erkennbar.
- Datierung: Baubeginn, Fertigstellung, Datum der Erstnennung oder grobe zeitliche Einordnung entsprechend des Eintrags in der sächsischen Denkmaldatenbank
- Beschreibung: Kurzcharakteristik des Kulturdenkmals entsprechend des Eintrags in der sächsischen Denkmaldatenbank, ggf. ergänzt durch die dort nur selten veröffentlichten Erfassungstexte oder zusätzliche Informationen
- ID: Vom Landesamt für Denkmalpflege Sachsen vergebene, das Kulturdenkmal eindeutig identifizierende Objekt-Nummer. Der Link führt zum PDF-Denkmaldokument des Landesamtes für Denkmalpflege Sachsen. Bei ehemaligen Kulturdenkmalen können die Objektnummern unbekannt sein und deshalb fehlen bzw. die Links von aus der Datenbank entfernten Objektnummern ins Leere führen. Ein ggf. vorhandenes Icon  führt zu den Angaben des Kulturdenkmals bei Wikidata.